# Ernesto Suárez Pardo
Ernesto Suárez Pardo (Wilde, 30 d'octubre de 1945) és un antic futbolista argentí de la dècada de 1970.

## Trajectòria
Centrecampista ofensiu, va endarrerir la seva posició en arribar l'Espanyol a la de lateral esquerre. La major part de la seva carrera la va viure al CA Lanús, on jugà entre 1967 i 1972, i posteriorment entre 1975 i 1977. L'any 1973 fitxà pel Ferro Carril Oeste, però al final de la temporada, amb el descens del club a Segona Divisió, decidí iniciar una nova etapa al RCD Espanyol, malgrat tenir ofertes del Vélez Sarsfield. Fou un jugador important durant la primera temporada al club, però la segona només disputà alguns partits amistosos i el gener de 1975 marxà al Recreativo de Huelva a Segona Divisió. Acabà la seva carrera al seu club d'origen, el CA Lanús.